# خربزه تخم‌قند

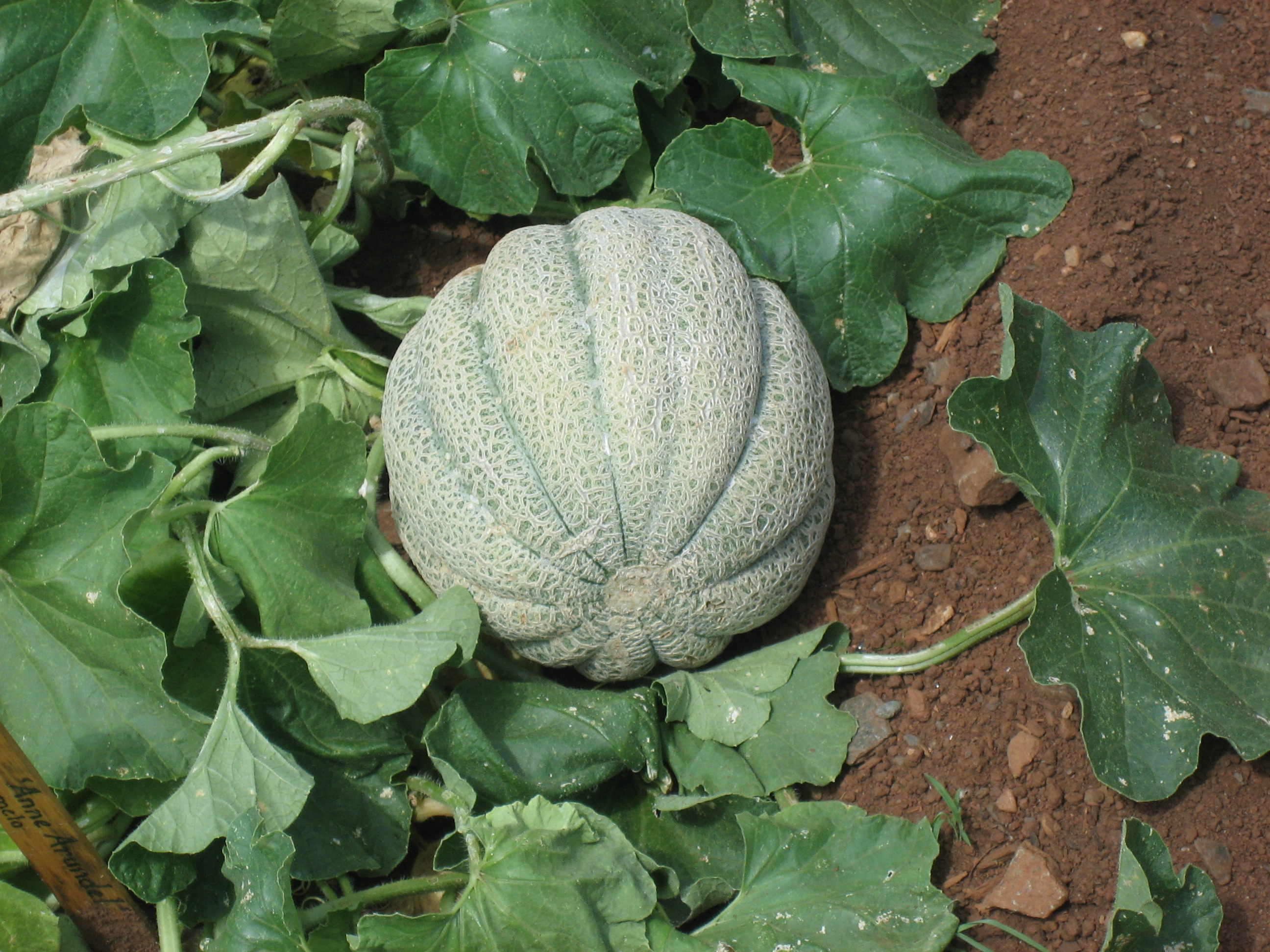
خربزه تخم‌قند

خربزه تخم‌قند گونه‌ای از خربزه است که به صورت گونه‌های مختلف کشت می‌شود. خیار چنبر یا خیار ارمنستانی گونه‌ای از این خربزه بوده ولی شکل و طعم آن، بیش‌تر شبیه به میوه خیار است.خربزه‌ای که بومی ایران است در واقع از این جنس محسوب میشود .

## مواد مغذی
خربزه تخم‌قند منبع غنی از پتاسیم، ویتامین آ و ویتامین ث است. 

## موارد استفاده
این میوه بیش‌تر به صورت تازه مصرف می‌شود ولی گاه آن را خشک می‌کنند. برخی از گونه‌های خربزه برای تولید روغن و هم‌چنین به خاطره رایحه و عطر مطلوب پرورش داده می‌شوند. لیکور ژاپنی با طعم خربزه تخم‌قند ساخته می‌شود.